# Дермота, Антон
Антон Дермота (нем. Anton Dermota; 4 июня 1910, Кропа, Словения — 22 июня 1989, Вена) — австрийский певец (тенор) словенского происхождения.

## Биография
Сначала изучал композицию и органную музыку в Любляне, потом получил певческую стипендию в Вене. В 1934 году дебютировал в Клуже. В 1936 году Бруно Вальтер пригласил его в Венскую Государственную оперу, где певец быстро добился успеха и выступал в течение последующих сорока лет. В 1937 году Дермота впервые появился на Зальцбургском фестивале и выступал там до конца пятидесятых годов, преимущественно в моцартовских партиях. На открытии восстановленной Венской оперы 5 ноября 1955 года он исполнил партию Флорестана в «Фиделио». Много гастролировал. С 1966 года был профессором Высшей музыкальной школы Вены.

## Творчество
Оперный репертуар Антона Дермоты включал в себя более 80 партий. Он был одним из наиболее востребованных моцартовских исполнителей своего времени. Так, непревзойдённым считается его Дон Оттавио в «Дон Жуане». Дермота также исполнял партии в операх Рихарда Штрауса. Другие важные роли — Палестрина в одноименной опере Пфицнера, Ленский в «Евгении Онегине» и т. д.
Не менее значительными были достижения певца в области ораториальной музыки (партии в ораториях Баха, «Реквиеме» Моцарта и т. д.). Дермота принимал участие в записи оратории Франца Шмидта «Книга с семью печатями» под управлением Димитриса Митропулоса. Он был также выдающимся исполнителем песенного репертуара, и, в частности, записал «Зимний путь» Шуберта.
Антон Дермота обладал очень хорошей техникой и сумел сохранить свежесть своего голоса до самого преклонного возраста.
Похоронен на Хитцингском кладбище Вены.

## Избранная дискография
(оперы)
- В. А. Моцарт — Так поступают все — 1954 (дир. К. Бём)
- В. А. Моцарт — Так поступают все — 1955 (дир. К. Бём)
- В. А. Моцарт — Похищение из сераля — 1945 (дир. Р. Моральт)
- В. А. Моцарт — Дон Жуан — 1954 (дир. В. Фуртвенглер)
- В. А. Моцарт — Дон Жуан — 1955 (дир. К. Бём)
- В. А. Моцарт — Волшебная флейта — 1950 (дир. Г. ф. Караян)
- Л. в. Бетховен — Фиделио — 1950 (дир. В. Фуртвенглер)
- П. И. Чайковский — Евгений Онегин — 1954 (дир. Р. Краус)
- Р. Штраус — Дафна — 1944 (дир. К. Бём)